# Hot Girl Bummer (Canción de Blackbear)
«Hot Girl Bummer» (en español:«Bummer chica caliente») es una canción del rapero estadounidense Blackbear, lanzada como sencillo a través de Beartrap el 23 de agosto de 2019. El título fue considerado una obra de teatro en la canción "Hot Girl Summer" de Megan Thee Stallion,  aunque Blackbear declaró que en cambio era una referencia al hashtag del mismo nombre. Alcanzó el número 56 en el Billboard Hot 100 de EE. UU. Y el top 10 en Australia, Bélgica, Irlanda y Nueva Zelanda.

## Composición
Aunque el título fue interpretado por los medios y los fanáticos de Megan Thee Stallion como una referencia a su colaboración con Nicki Minaj y Ty Dolla Sign Hot Girl Summer Blackbear aclaró en Twitter que no era una parodia y que en cambio era una referencia a la "tendencia de los subtítulos "de usar el hashtag" #hotgirlsummer".

## Video musical
Blackbear lanzó el video musical el 23 de agosto de 2019, el mismo día de la canción. Lo presenta como un títere en una cuerda, que se llamó un "comentario sobre personas que son falsas en las redes sociales".

## Tabla de posicionamiento
| Tabla (2019)                                       | Hot Girl BummerHot Girl BummerPosición pico |
| -------------------------------------------------- | ------------------------------------------- |
| Australia (ARIA).                                  | 8                                           |
| Austria (Ö3 Austria Top 4).                        | 15                                          |
| Bélgica (Ultratip Flanders)                        | 77                                          |
| Bélgica (Ultratip Valonia)                         | 44                                          |
| Canadá (Canadian Hot 100).                         | 24                                          |
| República Checa (Singles Digitál Top 100)          | 14                                          |
| Dinamarca (Tracklisten)                            | 38                                          |
| Alemania (Gráficos oficiales alemanes).            | 19                                          |
| Hungría (Stream Top 40)                            | 13                                          |
| Irlanda (IRMA)                                     | 7 7                                         |
| Italia (FIMI)                                      | 100                                         |
| Países Bajos (Single Top 100).                     | 56                                          |
| Nueva Zelanda (música grabada NZ)                  | 7 7                                         |
| Noruega (VG-lista)                                 | 11                                          |
| Portugal (AFP).                                    | 63                                          |
| Escocia (empresa oficial de gráficos)              | 46                                          |
| Singapur (RIAS)                                    | 12                                          |
| Eslovaquia (Singles Digitál Top 100)               | 12                                          |
| Suecia (Sverigetopplistan).                        | 24                                          |
| Suiza (Schweizer Hitparade).                       | 33                                          |
| UK Singles (Compañía oficial de gráficos).         | 25                                          |
| US Billboard Hot 100.                              | 56                                          |
| US Hot R & B / Hip-Hop Songs (Cartelera).          | 25                                          |
| US Mainstream Top 40 (Cartelera).                  | 40                                          |
| Hot Girl BummerRítmica estadounidense (cartelera). | 28                                          |